# Лобос, Антоний
Антоний Лобос (1903—1945) — польский архитектор, график.

## Биография
Лобос окончил Львовскую политехнику (1933), во время учёбы выезжал в Италию. Работал во Львове, открыл собственное бюро в 1933 году. С 1941 работал в Кракове: в проектном бюро А. Шишко-Богуша, в 1945 году стал заместителем охранника памятников архитектуры в администрации воеводства.
Проектировал жилые, административные, общественные и культовые сооружения (самый известный проект — монументальная башня-колокольня костёла кларисок во Львове на Мытной площади; построена в 1937—1939 годах в стиле функционализма с элементами барокко). Со стороны пресвитерия храма достроил передпогребальную часовню с отдельным входом с улицы Лычаковская. Разработанные Лобосом планы реставрации костёла предусматривали перестройку первого этажа колокольни в виде позднеренессансной аркадной галереи (не реализовано). Осенью 1935 года по его проекту проходила реставрация Жолковского замка под руководством Г. Новотного. Отреставрирован входной портал, восстановлены первоначальный вид окон и бойниц. У главного входа на Яновское кладбище во Львове в 1938 году по его проекту перестроена колонна-часовня XVII века («Фонарь мёртвых»).
В 1930-х годах соорудил несколько вилл в районе Новый Львов («Железная вода»). По проекту Лобоса в 1939 году началось строительство нового дома львовского радио на улице М. Мохнацкого (ныне улица М. Драгоманова, № 50), прерванное с началом Второй мировой войны; в 1979 году на его фундаменте был возведён корпус физического факультета Львовского университета. Совместно с Яном Шварцом разработал в 1938—1939 годах проекты ресторанов (не реализовано) в Стрыйском парке и парке имени Т. Костюшко (ныне парк им. И. Франко). Сооружал жилые дома в Городке, совершил реконструкции ратуш в городах Самбор и Рава-Русская (все — Львовская область). В 1938 году получил третью премию архитектурного конкурса проектов костёла (Коломыя, ныне Ивано-Франковская область; совместно с О. Федаком, Я. Шварцом).
Автор рисунков, акварелей из фигурными композициями в стиле экспрессионизма и символизма («Полонез вампиров», 1930-е годы). Рисунки и архитектурные пейзажи демонстрировал в 1932—1934 годах на выставках во Львове.
3 августа 1945 года погиб в автокатастрофе на Грюнвальдской площади города Свидница. Похоронен в Свиднице на кладбище на аллее Бжозовой.